# وليد المعاني
وليد سالم محمد المعاني (24 يناير 1946-) طبيب ووزير أردني. شغل منصب وزير التربية والتعليم والتعليم العالي والبحث العلمي في حكومة عمر الرزاز من 22 يناير 2019 وحتى استقالته في 29 أكتوبر 2019.

## حياته
ولد في مدينة الكرك في 24 يناير 1946، وهو ابن الأستاذ سالم صقر التربوي المعروف. درس الطب في جامعة الإسكندرية وتخرج منها عام 1969. ثم تخصص في جراحة الدماغ والأعصاب في بريطانيا وحصل على زمالة كلية الجراحين الملكية في مدينة إدنبره عام 1975. عمل في الجامعة الأردنية كأستاذ لجراحة الدماغ والأعصاب منذ عام 1978.
أسندت له عدة مناصب هامة فكان نائبًا لرئيس الجامعة الأردنية من 1993 إلى 1997 ورئيسًا للجامعة من 1998 لغاية 2002. عمل بعدها وزيرًا للتعليم العالي ومن ثم وزيرًا للصحة في حكومة المهندس علي أبو الراغب من 2002-2003، ثم عضوًا في مجلس الأعيان الأردني عام 2008 ثم وزيرًا للتعليم العالي والبحث العلمي في حكومة نادر الذهبي عام 2009 وبعدها وزيرًا للتربية والتعليم في نفس الوزارة. شغل كذلك وزارة التعليم العالي والبحث العلمي في وزارتي السيد سمير الرفاعي 2010-2011، وأخيراً وزيراً للتربية والتعليم والتعليم العالي والبحث العلمي في يناير 2019 وحتى استقالته. له بحوث منشورة وعدد من الكتب، ويكتب في الصحف اليومية. ينشر الكثير من المواضيع الأكاديميّة إلكترونيًّا. وهو متزوج من السيدة ميسون العرموطي.

## الدراسة

### كلية الطب في جامعة الإسكندرية
أنهى دراسته الثانوية في كلية الحسين في عمان عام 1963، بعد ذلك سافر لمصر ليلتحق بكلية الطب في جامعة أسيوط، بعد ذلك انتقل منها ليلتحق بكلية الطب في الإسكندرية. وكان رئيس الوزراء الأردني في ذلك الوقت بهجت التلهوني قد استطاع توفير مقاعد جامعية جديدة للطلبة الأردنيين في مصر فنقل الطلبة من الجامعة الأدنى (أسيوط) وخيروا بين الجامعات الأخرى، فاختار جامعة الإسكندرية. ومن المصادفات أن عميد كلية الطب في جامعة أسيوط في ذلك الوقت كان الدكتور عبد الوهاب البرلسي والذي أصبح نائبًا لرئيس الجامعة الأردنية في أواسط الثمانينيات. حصل المعاني على جوائز عديدة خلال فترة دراسته منها جائزة عبد الحميد الوكيل للتميز في علم الوبائيات وبعدها على مرتبة الشرف الثانية. تخرج المعاني من كلية الطب عام 1969 وعمل طبيب امتياز في مستشفيات الإسكندرية (الأميري ورأس التين والأنفوشي للأطفال ومستشفى الطلبة) والتحق بعدها ليعمل نائبًا زائرًا في قسم جراحة الدماغ والأعصاب بجامعة الإسكندرية حيث حصل خلال الفترة على دبلوم الجراحة العامة. وغادرها في شهر كانون أول عام 1971 متوجهًا إلى لندن.

### التخصص في بريطانيا
وصل بريطانيا في كانون أول 1971 ليلتحق بمستشفيات عدة بهدف التخصص، أولها كان مستشفى بروك العام في لندن ومن ثم مستشفى ليدز العام وبعدها انتقل للمستشفى الذي بقي فيه لحين إنهائه تخصصه في جراحة الأعصاب وهو مستشفى أتكنسون مورلي الكائن في ضاحية ويمبلدون Wimbledon. وقد بقي هناك لغاية نهاية عام 1977 بعد ذلك عاد إلى الأردن ليعمل في الجامعة الأردنية.

## العمل الأكاديمي والإداري في الجامعة الأردنية
استهل الدكتور المعاني عمله في الجامعة الأردنية بتأسيس شعبة جراحة الأعصاب في كلية الطب ومستشفى الجامعة الأردنية. وقام بتجهيز وحدة جراحة الأعصاب وأشرف على تشغيلها وفيها أجريت عمليات لأول مرة في تاريخ الأردن[بحاجة لمصدر]. تسلم الدكتور المعاني بعد ذلك أمر الإدارة الفنية لمستشفى الجامعة في عام 1982 ولغاية 1983، وعمل على تطوير قسم الطوارئ وأداره لمدة 5 سنوات حيث نقل لهذا القسم الأفكار التي شاهدها وتعلمها خلال زيارته للولايات المتحدة الأمريكية بعد حصوله على زمالة أيزنهاور. في عام 1984 قام بإنشاء برنامج الإقامة في جراحة الدماغ والأعصاب الذي ما زال قائما لغاية الآن، وكان أول برنامج إقامة للتخصص في هذا المجال في الأردن، وقد تخرج منه ما يقرب من 30 اختصاصيًّا في هذا التخصص من الأردن وفلسطين والعراق واليمن. وفي عام 1989 تم تعيينه نائبًا لعميد كلية الطب ومديرًا فنيًّا لمستشفى الجامعة. غير أن التحول الأكبر كان عندما أسند إليه رئيس الجامعة الأردنية في ذلك الوقت الدكتور فوزي الغرايبة عمادة كلية الدراسات العليا في الجامعة الأردنية فعمل على وضع تعليماتها الجديدة وأدخل برامج الامتحانات الشاملة، ثم أنيطت به عمادة البحث العلمي فعمل على تنشيط مجلة دراسات والإسراع في عمليات النشر فيها وبقي يشغل هذين المنصبين إلى أن تم تعيينه نائبًا لرئيس الجامعة الأردنية للشؤون الإدارية والمالية في عام 1994 حيث شغل هذا المنصب لغاية 1998 ليتم تعيينه بعدها رئيسًا للجامعة. تم في فترة رئاسته للجامعة إنشاء كلية الملك عبد الله الثاني لتكنولوجيا المعلومات وكلية التأهيل. واتخذ قرار إنشاء كلية الفنون والتصميم. أقيمت في هذه الفترة المنازل الطلابية عمون وجرش وأنشئت المواقف المتعددة في مستشفى الجامعة الأردنية. وفي عام 1998 تم استحداث برامج الدراسات الأمريكية وبرنامج دراسات المرأة على مستوى الماجستير والذي تحول لمركز فيما بعد. أشرف على تنفيذ إدخال الحواسيب إلى الجامعة الأردنية من خلال مشروع الألف حاسوب والذي تم تنفيذه عام 1999 بجهود ذاتية، وأدخل وأنشأ مشروع مكتب خدمة المجتمع وتم تحديد ضرورة التحاق الطلبة كلهم بالبرنامج حيث جعلت خدمة المجتمع متطلبًا للتخرج. وقام بتنفيذ مشروع الأسر الجامعية حيث التقى كل عضو هيئة تدريس ب 27 طالبًا من مختلف الكليات ساعة في الأسبوع ليتحاوروا مع بعضهم في كافة الأمور. وعمل على إنشاء مركز أثير وهو مركز للاتصالات مربوط عبر الأقمار الصناعية بمراكز بحثية مختلفة. وأسس قاعة كبرى لتكنولوجيا المعلومات في عام 2001 كانت من أكبر مثيلاتها في العالم، وأدخل لأول مرة في الأردن والمنطقة التسجيل الإلكتروني للمواد في الجامعة.

## العمل البرلماني
عين المعاني عضوًا في مجلس الأعيان عام 2008 ولم يستكمل مدته القانونية فيه حيث تم استدعائه ليعمل وزيرًا في حكومة المهندس نادر الذهبي، رغم أن القانون لا يمنع الجمع بين الموقعين. وكان سبب تعيينه وزيرًا هو كتابته لمقال عن تطوير التعليم العالي عندما كان في مجلس الأعيان لفت انتباه رئيس الوزراء فاستدعاه في تعديل وزاري لينفذ ما كتبه في ذلك المقال.

## العمل الوزاري الحكومي
عهد دولة المهندس علي أبو الراغب للدكتور المعاني بتولي وزارة التعليم العالي والبحث العلمي في 2002/2/15 وبقي فيها مدة عشرة شهور قام خلالها بالعمل على العديد من الملفات من أهمها ملف الطلبة الدارسين في السودان. في شهر أغسطس من نفس العام أجري تعديل وزاري تم تسليم حقيبة وزارة الصحة للدكتور المعاني وفي تلك الفترة تم إدخال فحوصات الأطفال ما بعد الولادة، وأصبح الفحص الطبي ما قبل الزواج إلزاميًّا خاصة بالنسبة لمرض الثلاسيميا. وتم في ذلك الوقت إنشاء مؤسسة الغذاء والدواء الأردنية وهو من أهم الإنجازات التي قام بها الأردن للمحافظة على سلامة الغذاء والدواء.
بعد انتهاء عمله في الوزارة في تموز من عام 2993 عاد الدكتور المعاني لعمله في الجامعة الأردنية كأستاذ لعلم جراحة الأعصاب. وفي عام 2008 صدرت الإرادة الملكية بتعيينه عضوًا في مجلس الأعيان الأردني الذي بقي فيه لغاية شهر شباط فبراير. من عام 2009 عندما عهد اليه دولة المهندس نادر الذهبي بحقيبة وزارة التعليم العالي والبحث العلمي والتي ضم معها في شهر حزيران حقيبة وزارة التربية والتعليم. في عهد هذه الوزارة وفي عهد وزارتي السيد سمير الرفاعي التي تلتها واصل الدكتور المعاني عمله كوزير للتعليم العالي والبحث العلمي وتم العمل على تنفيذ الإستراتيجية الوطنية للتعليم العالي بحيث تم تعديل قوانين الجامعات الأردنية الرسمية والخاصة بحيث دمجت في قانون واحد وتم كذلك وضع قانون جديد للتعليم العالي أعطيت فيه صلاحيات كبيرة لمجالس أمناء الجامعات، بحيث أنيط بهم أمر تعيين رؤساء الجامعات، غير أن هذه الصلاحيات تم تقليصها لاحقًا وأعيد أمر تعيين رؤساء الجامعات لمجلس التعليم العالي. تم تقديم مقترحات وخطة عمل لتعديل امتحان الثانوية العامة ولكنها لم ترَ النور وحدث الأمر نفسه مع إنشاء الهيئة العليا للتعليم التقني والتي رد مجلس النواب قانونها وكذلك بنك الإقراض الطلابي، إلى أن استقالت حكومة الرفاعي في بداية 2011 حيث عاد المعاني لعمله في كلية الطب في الجامعة الأردنية وبقي فيها إلى أن اختاره الدكتور عمر الرزاز ليكون وزيرا للتربية والتعليم والتعليم العالي والبحث العلمي في كانون ثاني عام 2019 حتى 29 أكتوبر 2019.

## الأوسمة
يحمل الدكتور المعاني وسام الكوكب الأردني من الدرجة الأولى منذ عام 2003. وهو حاصل على ميدالية التفوق من جامعة الإسكندرية عامي 1965 و1967، كما حصل على جائزة عبد الواحد الوكيل للتميز في الطب الوقائي من جامعة الإسكندرية عام 1969.

## الزمالات والجمعيات
- زمالة كلية الجراحين الملكية في أدنبرة
- عضو جمعية جراحي الأعصاب الأردنيين وأول رئيس لها
- عضو جمعية الجراحين الأردنية
- عضو منظمة أبحاث الدماغ العالمية
- رئيس فرع منظمة داندي ولكر في الأردن

## المقالات المنشورة
1) Almaani,W. and Richardson,A.: Multiple Intracranial Aneurysms:
Identifying The Ruptured Lesion
Surgical Neurology, Vol. 9 No. 5, 303-305,1978
2) Almaani,W. and Sobieh,I.: Patterns of Craniocerebral Injuries in Jordan
Jordan Medical Journal, Vol. 14 No. 1, 25-34, 1980
3) Ajlouni,K., Abu Al Afia,S. and Almaani,W.: Management of Diabetes Insipidus
Jordan Medical Journal, Vol 14 No. 1, 55-62, 1980
4) Almaani,W.: Choroidal Cyst of the Left Lateral Ventricle
Jordan Medical Journal, Vol 14 No. 2, 177-180, 1980
5) Almaani,W. and Huneidi,A.: Spinal injuries in Jordan
Jordan Medical Journal, Vol 15 No 1, 53-63, 1981
6) Almaani,W. and Awidi,A.: Spontaneous Intracranial Hemorrhage in Bleeding Diathesis
Surgical Neurology, 17:137-140, 1982
7) Almaani,W.: Spinal Canal Stenosis
Jordan Medical Journal, Vol 16 No 1, 63-69, 1982
8) Karmi,M.,Almaani,W. and Khammash,H.: Cranial and Spinal Dysraphysm
Jordan Medical Journal, Vol 17 No 2, 197-204, 1983
9) Richard Winn,H., Almaani,W., Berga,S., Jane,J. and Richardson,Alan: The
Long-term Outcome in Incidence of Late Hemorrhage and Implications for
Treatment of Incidental Aneurysms
Journal of Neurosurgery, 59:642-651, 1983
10) Almaani,W., Karmi,M., Khammash,H. and Khoury-Bulos,N.: intracranial Abscesses
Jordan Medical Journal, Vol 19 No 1, 41-50. 1985
11) Muhailan,M., Almaani,W., and Karmi,M.: Computerized Tomography of Urinary Stones
Dirasaat, Vol 12 No 10, 155-161, 1985
12) Amr,S., Almaani,W., Tarawneh,M., Karmi,M.: Pathology of Brain Tumors in Jordan
Jordan Medical Journal, Vol 20 No 1, 1986
13) Almaani,W., Shanableh,A., Zeyadeh,J. and Abdul Rahim, H.: An Analysis of
The Emergency Services in a Teaching Hospital in a Developing Country
Jordan Medical Journal, Vol 21 No 2, 1986
14) Almaani,W., Awidi,A.: Spontaneous intracranial Hemorrhage in
von Willebrand's Disease
Surgical Neurology, 26:457-160,1986
15) Almaani,W.: Depressed Skull Fractures in Children: An Analysis of 100 Cases
Dirasaat, Vol 13 No 11, 11-14, 1986
16) Almaani,W., Awidi,A. and Karmi,M.: Factor VIII R:Ag as a Prognostic
Parameter in Intracranial Hemorrhage
Neurology Neurosurgery and Psychiatry, 50:214-217, 1987
17) Faleh, A., Kamal,F.,Almaani, W.,Tarawneh,M.,Tamimi,S. and Abu El Rob,M.:
Brain Tumors in Jordanians
Abstracts, X International Congress of Neurosurgrey, Acapulco, Mexico,
October 17-22 1993,pp 203
18) Ameen, A., Almaani, W.: The Jordanian Experience In Craniocerebral Injuries Due
to Road Traffic Accidents
Accepted, International Journal of Orthopoedics and Neurosurgery,1994.
19) Ameen, A., Almaani, W.: Traumatic Extradural versus Subdural Hematomas
in Jordanian Adults Dirasaat, Vol.22 No 1, 153-156, 1995
20) Faleh, A., Khatib, M., Almaani, W.: LDH activity in non-tumourous hydrocephalus
Abstracts, the 10th European Congress of Neurosurgery, Berlin, Germany,1995.
21) A. Faleh; S. Tamimi; W. Almaani; F. Kamal; M. Tarawnih.: Tumores cerebrales: análisis de 302 casos, Neurocirugia, Vol 6, No 4:311-314, 1995
22) Almaani, W.: The neuro-enteric Canal Revisited.
Abstracts, the 10th European Congress of Neurosurgery, Berlin, Germany,1995.
23) Musharbash, A., Abu El-Rob, M., Tamimi,A., Almaani, W., Hamdan,S., Kanaan, T.: Hydrocephalus and Myelomeningocoele: Clinical Analysis JMJ, Vol 37(2), 157-160, 2003
24) Azmy M. Al-Hadidy, Waleed S. Maani, Waleed S. Mahafza, Mahasen S. Al-Najar, Mustafa M. Al-Nadii
Intracranial Meningioma (Review Article). Jordan Medical Journal, Vol 41, No 1 (2007)
25) Subhi M. Al- Ghanem, Abdelkareem S. Al- Oweidi, Walid S. Maani, Ahmad F. Tamimi. Venous Air Embolism Associated Morbidity and Mortality in Patients Undergoing Neurosurgical Procedures in the Sitting Position. Jordan Medical Journal, Vol 41, No 2 (2007)
26) Awni Musharbash, Qusai Saleh, Mohammed Abo-Elrub, Walid Maani: Management of lumbar far lateral disc herniatioN. Pan Arab Journal of Neurosurgery. Vol.13, N0.1: 86-95,.2009
27) Azmy M. Hadidy, Mustafa M. Nadi, Tahani M. Ahmad, HSRad, Maysa A. Al-Hussaini,
Abdelkarim A. Al-Abaddi, Awni F. Musharbash, Walid S. Maani: Descriptive epidemiological analysis, MRI signals intensity\ and histopathological correlations of meningiomas. Neurosciences Vol. 15 (1) 13-14, 2010;
28) Awni Musharbash, Qussai Saleh, Ahmed Tamimi, Moh'd Abu-Elrub, Walid Maani. Intracranial Pressure Monitoring, Experience in Jordan University Hospital. Jordan Medical Journal, Vol 44, No 3 (2010)
29) Abdelkarim S. Aloweidi, Walid S. Maani, Khalid R. Al Zaben, Sami A. Abu-Halaweh, Mahmoud M. Al-Mustafa, Abdulrahman Al-Shudifat, Ilham B. Abu Khader Thromboprophylaxis in Neurosurgical Patients at Jordan University Hospital: A Prospective Comparative Study. Jordan Medical Journal, Vol 45, No 1 (2011)

### النشر العلمي الإلكتروني
1)     (Medical Training During the Abbasid Dynasty (750-1258 AD
http://www.slideshare.net/WalidMaani/medical-training-during-the-abbasid-dynasty-7501258-ad
2)     (A Strategy for Reform of Higher Education in Jordan (16.3.2003  
http://www.slideshare.net/WalidMaani/a-strategy-for-reform-of-higher-education-in-jordan-163200
3)     Education and the Arab socio economic pact
http://www.slideshare.net/WalidMaani/ss-44982790
4)     The job market and educational policies 2013
http://www.slideshare.net/WalidMaani/2013-44982582
5)     Tawjihi
http://www.slideshare.net/WalidMaani/tawjihi-44982714
6)     Spinal injuries
http://www.slideshare.net/WalidMaani/spinal-injuries-15499996
7)     A simple classification of skull fractures
http://www.slideshare.net/WalidMaani/a-simple-classification-of-skull-fractures-28882051
8)     History of neurosurgery in Jordan
http://www.slideshare.net/WalidMaani/history-of-neurosurgery-in-jordan
9)     Milestones in Medicine
http://www.slideshare.net/WalidMaani/milestones-in-medicine-15498863
10)   Cervical Chordoma
http://www.slideshare.net/WalidMaani/cervical-chordoma
11)   Jordan's tawjihi under the microscope
http://www.slideshare.net/WalidMaani/jordans-tawjihi-under-the-microscope-15498185
12)   Increased Intracranial Presuure,
http://www.slideshare.net/WalidMaani/increased-intra-cranial-pressure
13)  Craniocerebral I injures for Rehabilitation Students
http://www.slideshare.net/WalidMaani/cranio-cerebral-injuries-for-rehabilitation-students,
14)   Failed Back Syndrome,
http://www.slideshare.net/WalidMaani/failed-back-syndrome
15)   Criteria of Brain Death
http://www.slideshare.net/WalidMaani/criteria-of-brain-death
16)   Craniocerebral I injures for Medical Students
http://www.slideshare.net/WalidMaani/cranio-cerebral-injuries-for-medical-students
17)   Neurosurgical Residency Program
http://www.slideshare.net/WalidMaani/neurosurgical-residency-program
18)   A strategy Reform Plan for Higher Education
http://www.slideshare.net/WalidMaani/a-strategy-reform-plan-for-higher-education-14762075
19)   Interrogation of the head injured
http://www.slideshare.net/WalidMaani/1-14006649
20)   Introduction to neurosciences to 4th. year medical students
http://www.slideshare.net/WalidMaani/1-14006649
21)   Current status of research in the Arab world region
http://www.slideshare.net/WalidMaani/current-status-of-research-in-the-arab-world-region
22)   Medical Education in Jordan
http://www.slideshare.net/WalidMaani/medical-education-in-jordan
23)   Arterio-venous malformations of the brain
http://www.slideshare.net/WalidMaani/avm-43219047

### الكتب المنشورة
1) Malkawi,H., Almaani,W. and Takrouri,M.: Principles of First Aid,
Ammar Publishing, Amman, 1984,300 pp. (Arabic)
2) Almaani, W.: Abstracts of Ph.D and M.A. thesis, University of Jordan, 1994
3) Almaani, W.: Abstracts of Ph.D and M.A. Thesis part 11 second semester, University of Jordan, 1994
4) Almaani, W. and others: Bailey and Love’s Short Practice of Surgery,
The Jordanian Arabic Language Council, Amman, 1997,544-575. (Arabic Translation)
5) Maani W.S.: Medical achievements in the 20th.century, A chapter in the book " 20th.Century Harvest", The Shoman Foundation and the Arab Institute for Publication and studies, third vol. 3:417-484
6) A report about the state of Education in Jordan 2012. Published by Al rai Centre for Studies Oct 2013.
7) The Financial Govermental Support to Jordanian Universities 1962-2012
8) Al Raqem Ala Almaa, Dar Ward
Publishing 2014
9) Neurosurgery made Easy, Dar Ward Publishing 2018
10) Introduction to Clinical Neurosciences, Dar Ward Publishing, 2018
11) Introduction to Neuroimaging,
Dar Ward Publishing, 2019
12) First Aid, Dar Ward Publishing, 2019